# Christian Kubusch
Christian Kubusch (Gera, 26 aprile 1988) è un ex nuotatore tedesco, specializzato nello stile libero.

## Carriera
Nel 2008 ha conquistato il titolo di campione nazionale sugli 800 e 1500 metri stile libero, successivamente ha partecipato ai Giochi olimpici di Pechino venendo eliminato in batteria sia nei 400 metri stile libero, con il tempo di 3'52"73, che con la staffetta 4x200 metri stile libero.
Il 13 agosto 2010 ha conquistato la medaglia di bronzo agli Europei di Budapest negli 800 metri battuto solo dal francese Sébastien Rouault che in quell'occasione ha stabilito il nuovo record dei campionati sulla distanza.

## Palmarès
- Europei

Budapest 2010: argento negli 800m sl.